# Carl Björeman
Carl Erik Björeman (* 8. Juni 1924 in Östra Ryd, Söderköping, Östergötlands län; † 10. September 2020 in Danderyds, Stockholms län) war ein schwedischer Schriftsteller und Offizier des Heeres (Armén), der zuletzt als Generalleutnant (Generallöjtnant) zwischen 1984 und 1988 Militärischer Befehlshaber des Südlichen Militärbezirks (Södra militärområdet) war. Als Schriftsteller verfasste er zahlreiche zu militärgeschichtlichen und militärpolitischen Themen.

## Leben
Carl Erik Björeman, Sohn des Landwirts Wiktor Johansson und Anna Nilsson, absolvierte nach dem Abitur (Studentexamen) 1948 eine Offiziersausbildung und wurde 1919 als Leutnant (Fänrik) in das Heer (Armén) übernommen, woraufhin er Dienst im Infanterieregiment I 8 (Upplands regemente) versah. Er war nach weiteren Verwendungen zwischen 1957 und 1959 Absolvent der Kriegshochschule KHS (Krigshögskolan) und wurde 1962 Hauptmann (Kapten) im Verteidigungsstab (Försvarsstaben) und zwischen 1964 und 1980 Mitarbeiter der sicherheitspolitischen Fachzeitschrift „Vårt försvar“. 1966 wurde er zum Infanterieregiment I 19 (Norrbottens regemente) versetzt und kehrte nach seiner Beförderung zum Oberstleutnant (Överstelöjtnant) 1968 zum Verteidigungsstab zurück. Für seine Verdienste wurde er am 6. Juni 1967 Ritter des Schwertordens. 1969 wurde er Mitglied der Königlichen Akademie der Militärwissenschaften KKrVA (Kungliga Krigsvetenskapsakademien). Nachdem er zwischen 1971 und 1973 Verwendung im Infanterieregiment I 14 (Hälsinge regemente) gefunden hatte, war er 1973 Absolvent der Verteidigungshochschule FHS (Försvarshögskolan). 1974 erfolgte seine Beförderung zum Oberst (Överste), woraufhin er zwischen 1974 und 1976 Chef des Infanterieregiments I 14 und Befehlshaber des Verteidigungsbereichs Jämtland (Jämtlands försvarsområde). Im Anschluss war er nach seiner Beförderung zum Oberst Ersten Grades (Överste av 1:a graden) von 1976 bis 1980 abermals Offizier im Verteidigungsstab und zugleich zwischen 1979 und 1980 Mitarbeiter der Tageszeitung „Dagens Nyheter“.
1976 wurde Björeman zum Generalmajor befördert und löste in der Garnison Kristianstad Konteradmiral Bror Stefenson als Chef des Stabes des Südlichen Militärbezirks (Södra militärområdet) ab und verblieb auf diesem Posten bis 1984, woraufhin Konteradmiral Göran Wallén seine Nachfolge antrat. Zuletzt wurde er 1984 zum Generalleutnant (Generallöjtnant) befördert und übernahm von Vizeadmiral Bengt Schuback selbst das Amt als Militärischer Befehlshaber (Militärbefälhavare) des Südlichen Militärbezirks. Er hatte dieses Kommando bis zu seinem Eintritt in den Ruhestand 1988 inne und wurde daraufhin von Generalleutnant Gustaf Welin abgelöst.
Carl Björeman heiratete 1949 Gunvor Carlsson (* 1920), Tochter von Per Carlsson und Emy Nordberg.

## Veröffentlichungen
Als Schriftsteller verfasste er zahlreiche zu militärgeschichtlichen und militärpolitischen Themen. Zu seinen Werken gehören:
- Landet under missilbanorna, („Das Land unter den Raketenspuren“), 1989
- Det försvarspolitiska vägvalet. Handlingsfrihet och nytänkande inför FB 92, („Die Wahl der Verteidigungspolitik. Handlungsfreiheit und neues Denken vor FB 92“), 1991
- Soldat och general under kalla kriget. Vi hade en gång en försvarsmakt, („Soldat und General während des Kalten Krieges. Wir hatten einmal eine Verteidigungstruppe“), 2005
- År av uppgång år av nedgång. Försvarets ödesväg under beredskapsåren och det kalla kriget, („Jahre des Aufstiegs, Jahre des Niedergangs. Der schicksalhafte Weg der Verteidigung während der Bereitschaftsjahre und des Kalten Krieges“), 2009
- Försvarets förfall. Konsten att lägga ned försvaret utan att någon bryr sig, („Der Verfall der Verteidigung. Die Kunst, die Verteidigung niederzulegen, ohne dass es jemanden interessiert“), 2011
- Var vi redo? Svenska armén under kalla kriget, („Waren wir bereit? Die schwedische Armee während des Kalten Krieges“), 2013
- Sex överbefälhavare söker en roll. Tvekampen mellan det territoriella och det teknologiska försvaret under det kalla kriget, („Sechs Oberbefehlshaber suchen eine Rolle. Das territoriale versus technologische Verteidigungsdilemma des Kalten Krieges“), 2017